# Joan Baptista Ferrer i Esteve
Joan Baptista Ferrer i Esteve (Torroella de Montgrí, Baix Empordà, 1832-1895) va ésser un advocat i un escriptor.
Estudià Dret a la Universitat de Barcelona (1854-1860) i exercí la seua professió a Girona, on participà activament en la vida cultural de la ciutat. En aquest context, fou un dels fundadors de l'Associació Literària de Girona i va prendre part en el moviment dels Jocs Florals.
Autor de Lo siti de Girona (Girona, 1874), Poesies Catalanes (Girona, 1875) i altres composicions de caràcter líric i històric, col·laborà en publicacions com Revista de Gerona, La Renaixensa i La Ilustració Catalana.
Políticament fou membre del Partit Conservador, diputat provincial i presidí la Diputació de Girona durant el període 1883-1886.
De conviccions catalanistes, signà el Missatge a la Reina Regent (1888) i dins el tramat de la Unió Catalanista presentà esmenes alProjecte de bases per a la constitució regional catalana (1891) i fou nomenat delegat a l'Assemblea de Manresa (1892).